# Jonas Witte
Jonas Witte (16 settembre 2003) è uno sciatore alpino tedesco.

## Biografia
Jonas Witte è fratello di Linus, a sua volta sciatore alpino; slalomista puro attivo dal novembre del 2019, ha esordito in Coppa Europa il 17 febbraio 2023 a Berchtesgaden, senza completare la prova. Non ha debuttato in Coppa del Mondo e non preso parte a rassegne olimpiche o iridate.

## Palmarès

### Coppa Europa
- Miglior piazzamento in classifica generale: 191º nel 2024

### Campionati tedeschi
- 1 medaglia:
  - 1 bronzo (slalom speciale nel 2023)